# Gornji Kalimanići
Gornji Kalimanići (cyr. Горњи Калиманићи) – wieś w Bośni i Hercegowinie, w Republice Serbskiej, w mieście Sarajewo Wschodnie, w gminie Sokolac. W 2013 roku liczyła 16 mieszkańców.